# Ворошилов, Константин Константинович
 Константин Константинович Ворошилов  (11 февраля 1885, Казань — 1929) — присяжный поверенный, пропагандист общества ОСВАГ, председатель Совета Народных Представителей Крыма (1917-1918).

## Биография
Родился 11 февраля 1885 года в Казани в семье декана Физико-математического факультета и ректора Казанского Императорского Университета Константина Васильевича Ворошилова . Во время учёбы на Юридическом факультете Казанского Университета вступил в социал-демократическую партию и был избран председателем её Казанского комитета. Активно участвовал в революции 1905 года, за что в 1907 году был исключён из университета, арестован и отправлен в ссылку в Вятскую губернию. После окончания ссылки уехал за границу и заканчивал своё образование в Германии. По возвращении в Россию поселился в Симферополе, где стал присяжным поверенным и примкнул к основанной Г. В. Плехановым группе Единство, отколовшейся от партии большевиков.
После Октябрьского переворота 1917 года вошел в состав и был председателем Совета Народных Представителей Крыма, который был упразднён с победой в Крыму большевиков. Во время гражданской войны оставил адвокатуру и стал пропагандистом общества ОСВАГ, занимаясь антибольшевистской агитацией среди солдат Белой армии в Крыму . После окончательного прихода большевиков в Крым в 1920 году был вынужден скрываться под чужим именем, сначала в больнице Симферополя, где работала его вторая жена Екатерина Григорьевна Грудинская, а в 1921-1922 годах тайно проживал в подвале своего дома. В настоящее время дом, в котором проживал Ворошилов, является достопримечательностью города Симферополя и внесён в реестр памятников архитектуры местного  значения . После рождения дочери Марины семья переселилась в Казань, где Ворошилов жил под своим настоящим именем и занимался адвокатской деятельностью вплоть до своей смерти в 1929 году. Властям Казани не было известно о его деятельности в Крыму, он и его семья пользовались уважением в Казани и ему было присвоено звание героя революции 1905 года. Похоронен на Арском кладбище в Казани.

## Семья
- Первая жена — Нина Ивановна Львова.
- Вторая жена — Екатерина Григорьевна Грудинская (1895-1973), микробиолог.
- Дети от первого брака — Владимир Константинович Ворошилов (1906-1984), учитель, и Андрей Константинович Ворошилов (1916-1944), военный метеоролог, погиб во Второй Мировой Войне.
- Дети от второго брака — Марина Константиновна Ворошилова (1922—1986), вирусолог, член-корреспондент АМН СССР.